# Ammónium-klorát
Az ammónium-klorát egy instabil, potenciálisan robbanásveszélyes szervetlen vegyület, képlete NH4ClO3.
Előállítható klórsav ammónium-hidroxiddal való semlegesítésével vagy kalcium-klorát és ammónium-karbonát reagáltatásával.
Ritkábban előállítható ammónium-nitrát és nátrium-klorát reakciójával.
Tű alakú kristályai vannak.